# Atletismo nos Jogos Olímpicos de Verão de 2008 - 400 m com barreiras masculino
A competição dos 400 metros com barreiras masculino nos Jogos Olímpicos de Verão de 2008 aconteceu nos dias 16 a 18 de Agosto no Estádio Nacional de Pequim. O padrão classificatório é 49.20 (padrão A) e 49.50 (padrão B).

## Medalhistas
| Ouro   | USA Angelo Taylor    |
| Prata  | USA Kerron Clement   |
| Bronze | USA Bershawn Jackson |

## Recordes
Antes desta competição, os recordes mundiais e olímpicos da prova eram os seguintes:
| Tipo | Atleta      | Tempo   | Local     | Data                |
| ---- | ----------- | ------- | --------- | ------------------- |
|      | Kevin Young | 46,78 s | Barcelona | 6 de agosto de 1992 |
|      | Kevin Young | 46,78 s | Barcelona | 6 de agosto de 1992 |

## Resultados

### Eliminatórias
| Eliminatória | Pista | Atleta               | País                     | Tempo | Notas |
| ------------ | ----- | -------------------- | ------------------------ | ----- | ----- |
| 1            | 2     | Kenji Narisako       | JPN Japão                | 49.63 |       |
| 1            | 3     | Pieter de Villiers   | RSA África do Sul        | 49.24 | Q     |
| 1            | 4     | Bershawn Jackson     | USA Estados Unidos       | 49.20 | Q     |
| 1            | 5     | Harouna Garba        | NIG Níger                | 55.14 |       |
| 1            | 6     | Mahau Suguimati      | BRA Brasil               | 49.45 | Q     |
| 1            | 7     | Edivaldo Monteiro    | POR Portugal             | 49.89 | SB    |
| 1            | 8     | Jonathan Williams    | BIZ Belize               | 49.61 | q     |
| 2            | 3     | Alexander Derevyagin | RUS Rússia               | 49.19 | q     |
| 2            | 4     | Bayano Kamani        | PAN Panamá               | 49.05 | q, SB |
| 2            | 5     | Alwyn Myburgh        | RSA África do Sul        | 48.92 | Q, SB |
| 2            | 6     | Danny McFarlane      | JAM Jamaica              | 48.86 | Q     |
| 2            | 7     | Ibrahima Maiga       | MLI Mali                 | 50.57 |       |
| 2            | 8     | Angelo Taylor        | USA Estados Unidos       | 48.67 | Q     |
| 3            | 3     | Meng Yan             | CHN China                | 49.73 | SB    |
| 3            | 4     | Marek Plawgo         | POL Polônia              | 49.17 | Q     |
| 3            | 5     | Markino Buckley      | JAM Jamaica              | 48.65 | Q, PB |
| 3            | 6     | Aleksey Pogorelov    | KGZ Quirguistão          | 51.47 |       |
| 3            | 7     | Javier Culson        | PUR Porto Rico           | 49.60 | q     |
| 3            | 8     | Louis Jacob van Zyl  | RSA África do Sul        | 48.86 | Q     |
| 4            | 2     | Yevgeniy Meleshenko  | KAZ Cazaquistão          | DNF   |       |
| 4            | 3     | Isa Phillips         | JAM Jamaica              | 49.55 | Q     |
| 4            | 4     | Mowen Boino          | PNG Papua-Nova Guiné     | 51.47 | SB    |
| 4            | 5     | Félix Sánchez        | DOM República Dominicana | 51.10 | Q     |
| 4            | 6     | Kerron Clement       | USA Estados Unidos       | 49.42 | Q     |
| 4            | 7     | Dai Tamesue          | JPN Japão                | 49.82 |       |
| 4            | 8     | Periklis Iakovakis   | GRE Grécia               | 49.50 | Q     |

### Semi-finais

#### Semi-final 1
| Pos. | Atleta               | País               | Tempo | Notas |
| ---- | -------------------- | ------------------ | ----- | ----- |
| 1    | Angelo Taylor        | USA Estados Unidos | 47.94 | Q     |
| 2    | Bershawn Jackson     | USA Estados Unidos | 48.02 | Q     |
| 3    | Louis Jacob van Zyl  | RSA África do Sul  | 48.57 | Q     |
| 4    | Marek Plawgo         | POL Polônia        | 48.75 | Q     |
| 5    | Isa Phillips         | JAM Jamaica        | 48.85 |       |
| 6    | Alexander Derevyagin | RUS Rússia         | 49.23 |       |
| 7    | Pieter de Villiers   | RSA África do Sul  | 49.44 |       |
| 8    | Javier Culson        | PUR Porto Rico     | 49.85 |       |

#### Semi-final 2
| Pos. | Atleta             | País               | Tempo | Notas |
| ---- | ------------------ | ------------------ | ----- | ----- |
| 1    | Kerron Clement     | USA Estados Unidos | 48.27 | Q     |
| 2    | Danny McFarlane    | JAM Jamaica        | 48.33 | Q     |
| 3    | Markino Buckley    | JAM Jamaica        | 48.50 | Q     |
| 4    | Periklis Iakovakis | GRE Grécia         | 48.69 | Q     |
| 5    | Alwyn Myburgh      | RSA África do Sul  | 49.16 |       |
| 6    | Jonathan Williams  | BIZ Belize         | 49.64 |       |
| 7    | Mahau Suguimati    | BRA Brasil         | 50.16 |       |
| 8    | Bayano Kamani      | PAN Panamá         | 50.48 |       |

### Final
| Pos.              | Atleta              | País               | Tempo | Notas |
| ----------------- | ------------------- | ------------------ | ----- | ----- |
| Medalha de ouro   | Angelo Taylor       | USA Estados Unidos | 47.25 | PB    |
| Medalha de prata  | Kerron Clement      | USA Estados Unidos | 47.98 |       |
| Medalha de bronze | Bershawn Jackson    | USA Estados Unidos | 48.06 |       |
| 4                 | Danny McFarlane     | JAM Jamaica        | 48.30 | SB    |
| 5                 | Louis Jacob van Zyl | RSA África do Sul  | 48.42 |       |
| 6                 | Marek Plawgo        | POL Polônia        | 48.52 | SB    |
| 7                 | Markino Buckley     | JAM Jamaica        | 48.60 |       |
| 8                 | Periklis Iakovakis  | GRE Grécia         | 49.96 |       |

Legenda
| Recorde mundial      | Recorde mundial (World record)               |                       | Recorde africano                      | Recorde africano (African) |                                           | Q | Classificado por posição (Qualified) |
| Recorde olímpico     | Recorde olímpico (Olympic record)            | Recorde da América    | Recorde da América (Americas)         | q                          | Classificado por melhor tempo (Qualified) |   |                                      |
| Melhor marca do ano  | Melhor marca do ano (World leading)          | Recorde asiático      | Recorde asiático (Asian)              | DNS                        | Não largou (Did not start)                |   |                                      |
| Recorde nacional     | Recorde nacional (National record)           | Recorde europeu       | Recorde europeu (European)            | DNF                        | Não terminou (Did not finish)             |   |                                      |
| Recorde pessoal      | Recorde pessoal do atleta (Personal best)    | Recorde da Oceania    | Recorde da Oceania (Oceania)          | DSQ / DQ                   | Desclassificado (Disqualified)            |   |                                      |
| Recorde da temporada | Recorde da temporada do atleta (Season best) | Recorde sul-americano | Recorde sul-americano (South America) | NM                         | Sem marca (No mark)                       |   |                                      |